# 張天錫
張 天錫（ちょう てんしゃく）は、五胡十六国時代の前涼の第9代君主。字は純嘏。小名は独活。第4代君主張駿の末子。母は劉美人。

## 生涯

### 若き日
建興34年（346年）、張駿の末子として生まれた。和平元年（354年）1月、兄の張祚が涼王を称すると、長寧侯に封じられた。建興49年（361年）9月、中領軍に任じられ、中護軍張邕と共に、まだ幼かった甥の張玄靚の輔政にあたった。張邕は傲慢かつ勝手な人物であり、徒党を組んで政治を専断し、多くの人を処刑したので、当時の人々はこれを嘆いていた。張天錫の腹心である郭増・劉粛は、「張邕の横暴ぶりは、かつての君主であった張祚を思い起こさせるほどです」と訴えると、張天錫は張邕の暗殺を決意した。
そして11月、張天錫は兵400を伴って入朝し、張邕と出くわすと腹心の劉粛・趙白駒が即座に斬りかかったが、逃げられてしまい兵300を集めて反撃された。しかし張天錫は屋根の上に登ると、「張邕は凶逆にして無道をなしている。我は死を惜しんではおらぬが、先人の祭祀が廃されることを恐れ、ここに至った。今日誅殺するのは張邕一人である。他の者達は罪を問う事はない。我は約束は破らぬ」と叫んだ。これを聞き、張邕の兵はみな逃散してしまった。張邕は自殺し、その一族郎党はみな誅殺された。

### 朝権を握る
張玄靚は張天錫を使持節・冠軍大将軍・都督中外諸軍事に任じ、輔政を委ねた。張玄靚はまだ幼く、その性格は仁弱であったので、張天錫が政治を専断するようになった。12月、張天錫は張祚の代を挟んでそれまで前涼で代々用いられてきた「建興」の年号を改め、升平5年として東晋の定めた年号に合わせた。升平7年（363年）8月、張玄靚の母の郭氏は張天錫の専横を憎み、大臣の張欽らと謀って張天錫の誅殺を目論んだが、この計画は事前に露見し、張天錫は張欽らを尽く誅殺した。張玄靚はこれを大いに恐れ、位を張天錫へ譲ろうとしたが、張天錫は受けなかった。
同月、右将軍劉粛らは議して、張玄靚が幼沖であり国家は多難である事から、長君が立つべきであると述べ、張天錫へ自立を勧めた。張天錫はこれに同意し、劉粛らに兵を与えて夜のうちに入宮させると、張玄靚を殺害させた。その後、張天錫は張玄靚が急死したと宣言した。

### 君主に推戴
国の人は張天錫を主君に推戴し、太廟において拝謁した。嫡母（父の正妻）である厳氏を太王太后に立て、生母である劉氏を王后に立て、張玄靚を平陵に葬り、沖公と諡した。また、自ら使持節・大都督・大将軍・護羌校尉・涼州牧・西平公・涼王を号した。さらに、司馬綸騫に上表文を携えて東晋に派遣してその命を請うと共に、侍御史兪帰（張重華の時代に到来した東晋からの使者）を送り届けた。
即位した張天錫は東晋からは大将軍・大都督・隴右関中諸軍事・護羌校尉・涼州刺史・西平公、前秦の君主苻堅からは大将軍・涼州牧・西平公に、それぞれ任じられる二重の服属という状態となった。しかし即位後の張天錫は、音楽や酒・女に溺れて夜遅くまで遊び惚け、政治を省みる事が無かった。
升平9年（365年）1月、張天錫は元日にもかかわらず、寵臣とだらしなく飲み騒ぎ、群臣からの朝賀を受けなかった。また、永訓宮に留まって朝廷にも顔を出す事がなかった。從事中郎張慮は棺を担いで決死を覚悟してその振る舞いを諫め、朝政を観るように請うたが、張天錫は従わなかった。少府長史紀瑞もまた上疏し、その時政について「臣が聞く所によりますと、東野はよく御してその駕を敗り、秦氏は富強となって国を覆しました。馬力は既に尽き、これを求めたならば休むことも出来ません。人は既に疲労して枯渇し、死人には労働は出来ません。造父（周の穆王に仕えた名御者）の御では馬は尽きる事無く、虞舜の治では、人が窮する事はありませんでした。故に造父は御を失せず、虞舜は人を失いませんでした」と諫めたが、張天錫は聞き入れなかった。
升平10年（366年）10月、張天錫は前秦へ使者を派遣し、国交の断絶を通達した。以前、前涼に背いて隴西に割拠していた李儼は前秦の傘下に入っていたが、張天錫の時代になると再び前涼とも通じるようになった。

### 前秦への称藩
12月、羌族の斂岐率いる一団は、前秦から反旗を翻して益州刺史を自称し、部落4千家余りを引き連れて西方に割拠していた李儼に臣従した。これを機に、李儼は前秦とも前涼とも国交を断絶した。升平11年（367年）、前秦の輔国将軍王猛らが斂岐討伐に向かうと、これに乗じて張天錫は李儼討伐の兵を挙げ、自らも3万の兵を率いて出陣した。前秦の王猛は略陽を攻略して斂岐を捕え、また張天錫も大夏・武始の2郡を攻略し、さらに常據は葵谷において李儼軍を撃破した。張天錫はさらに軍を進めて左南に駐屯したが、李儼は恐れて枹罕まで後退し、甥の李純を前秦へ派遣し、謝罪して救援を請うたため、前秦が李儼の援軍として参戦する事となった。
前涼軍は王猛らが率いる前秦軍に大敗し、捕虜・斬首併せて1万7千の兵を失い、前涼側の将軍も捕虜にされるという大損害を被った。その後、張天錫は枹罕城下において王猛と睨み合いの状態となったが、ここで王猛は「我が受けた詔は李儼の救援のみであり、前涼と交戦する事ではない。こうして膠着状態となっても、互いに疲弊するだけで良策ではない。もし将軍が退却するのであれば、我が軍も撤退しよう」との手紙を送り、これを読んだ張天錫は軍を撤退させた。その後、王猛は前秦軍の立ち寄りを拒んだ李儼を捕らえ、枹罕を陥落させた。
升平15年（371年）4月、前秦の君主苻堅は、捕虜としていた前涼の将軍の陰拠と兵5千を前涼に返還した。この時、前秦の王猛は張天錫に対し「我が大秦（前秦）は既に関中以東を平定しており、この兵をもって攻め込めば、前涼は抵抗できないであろう。先祖代々の功業を、一代で地に堕とすべきではなかろう」との書状を送り、前秦の傘下に入るよう仕向けた。この書を見た張天錫は強く恐れを抱き、苻堅に謝罪して称藩を告げる使者を派遣した。苻堅はこれを認め、張天錫を使持節・都督河右諸軍事・驃騎大将軍・開府儀同三司・涼州刺史に任じ、西平公に封じた。

### 東晋と通じる
12月、苻堅は河州刺史李弁を涼州に移らせ、前涼との国境沿いの金城を統治させた。張天錫は前涼征伐の準備ではないかと考え、この動きに強く不安を抱いた。そのため、東晋との修好を強めようと思い、典軍将軍張寧・中堅将軍馬芮らを派遣し、東晋の三公と盟約を交わした。また、従事中郎韓博・奮節将軍康妙を東晋朝廷に派遣して表を奉じて盟文を送り、大司馬桓温に書を献じ、升平16年（372年）の夏に上邽に集結して共に前秦を討つ事を誓い合った。
梁景・劉粛はともに豪族の家柄であり、幼少期より張天錫と親しかった。また、張天錫が張邕を誅殺した時、梁景・劉粛は大いに勲功を挙げたので、張天錫は深くこれを徳とした。この2人は寵用されて『張』の姓を賜り、張天錫の諸子はみな『大』の字があったので、梁景は大奕、劉粛は大誠と字を改められて養子となり、国政にも参画するようになった。この縁故採用に対して国の人々は広く不満を抱き、張天錫の従兄弟であった従事中郎張憲はこれを頑なに諫めたが、張天錫は聞き入れなかった。

### 前涼滅亡
升平20年（376年）7月、苻堅は武衛将軍苟萇・左将軍毛盛・中書令梁熙・歩兵校尉姚萇らに13万の兵を与え、前涼征伐を命じた。さらに、秦州刺史苟池・河州刺史李弁・涼州刺史王統に命じ、三州の兵をもって後続とした。また、閻負・梁殊を使者として前涼に派遣し、張天錫へ長安に入朝するよう勧めさせた。
使者たちが到来すると、張天錫は百官に対して「今入朝すれば、必ずや帰れぬであろう。従わなければ、秦軍は必ずや侵攻してくるであろう。どうするべきであろうか」と尋ねると、禁中録事の席仂は三国時代の呉の孫権の故事を引用して、人質と賄賂を贈って退却を求める事を勧めた。しかし他の群臣はこの提案を弱腰だとして非難し、領内の兵を総動員しての徹底抗戦を主張した。これを聞いた張天錫は衣を翻すと「孤の計は決まった！降伏を語る者は斬る！」と大声で叫んだ。そして前秦の使者であった閻負・梁殊に対し「君たちは生きて帰りたいかね、死して帰りたいかね」と脅したが、梁殊は屈服せずに語気を強めて言い返した。このため張天錫は二人を軍門に縛り付ると、兵士達に命じて射殺させた。
8月、前秦軍の侵攻が本格化し、複数の城が陥落すると、張天錫は自らも5万の兵を率いて出陣した。安西将軍宋皓は「臣は昼に人事を見、夜に天文を見ましたが、秦軍には敵いません。これを降すことができません」と張天錫を諫めたが、張天錫は怒って宋皓を宣威護軍に降格した。前涼は龍驤将軍馬建を派遣して迎え撃たせたが、馬建は前秦軍の先鋒であった姚萇に大敗を喫し、前秦へと降伏してしまった。これにより他の前涼兵は逃散し、さらに他の将軍らも戦死していった。張天錫は自ら姑臧を出て出撃したが、留守となった城内で反乱が起こったため、やむなく数千騎を率いて姑臧へ撤退した。前秦軍が姑臧まで進軍すると、窮した張天錫は左長史馬芮の勧めに応じ、降伏を決断した。そして自らを縛り上げて棺を伴い、素車・白馬を用い、苟萇の軍門に降った。苟萇はその戒めを解いて棺材を焼き払うと、張天錫を長安へ送致した。これにより、涼州の郡県はみな前秦へ降伏した。こうして前涼は滅亡した。張天錫の即位から13年の出来事であった。

### 東晋に降る
9月、張天錫は長安に到着すると、帰義侯に封じられ、侍中・比部尚書に任じられた。苻堅は前涼征伐に際して張天錫のために新しい邸宅を造っており、予定通り張天錫はその邸宅に住むこととなった。太元8年（383年）8月、苻堅は80万を超える大軍を率いて南征に出ると、張天錫は征南大将軍苻融の征南司馬となり、これに従軍して寿春に屯した。11月、前秦と東晋が淝水にて交戦し、前秦軍が壊滅的な大敗を喫する（淝水の戦い）と、張天錫は陣営を脱出して東晋軍に帰順し、この帰還に従って建康に入った。
孝武帝は詔を下して「かつて秦の穆公は、晋との戦いに大敗した際の指揮官であった孟明を更迭せずに用いた。どうして過去の失敗一つを理由に、才能のある者を用いずにいようか」と述べ、張天錫を散騎常侍・左員外に任命した。さらに詔を下して「もとの太尉・西平公張軌は遠方においてその徳は著しく、代々その労があった。強兵を阻んでいたが、遂に守りを失うに至った。散騎常侍天錫は高位にありながら朝に登り、先祖の祭祀は廃されることとなった。これに憐れみ嘆くばかりである。天錫に西平公の爵位を復すべきである」と述べ、張天錫はやがて金紫光禄大夫に任じられた。
張天錫は幼い頃より文才があり、遠近から名を知られて邁人の傑であると称されていた。そのため、東晋に帰順して以降は非常に恵まれた待遇を受け、孝武帝は彼を重んじていつも終日に渡って論じ合った。だが、国が敗れて虜となったことから、彼を誹る朝士もまた多かったという。やがて精神を病んで生気を失ってしまい、列位に処されてはいたものの、誰もまともに相対しなくなった。隆安年間、会稽王の世子である司馬元顕は、朝権を握るようになると、しばしば張天錫を呼び出しては愚弄したという。元興2年（403年）12月、桓玄が帝位を簒奪し桓楚を建国すると、彼は遠方の民を招懐しようと考え、張天錫を護羌校尉・涼州刺史に任じた。
義熙2年（406年）、この世を去った。享年61。鎮西将軍・金紫光禄大夫を追贈され、悼公と諡された。子の張大豫は河西に逃れて後涼の天王呂光と涼州を争ったが、敗れて殺された。

## 逸話
- 張天錫は元々の字を公純嘏といったが、入朝した際に字が三文字である事を人から笑われた事があった。その為、それ以降は純嘏と改めた。
- 張天錫は即位して以降、頻繁に庭園で宴を催し、政務を怠けていたので、盪難将軍・校書祭酒索商は上書してこれを極諌した。すると張天錫は「我がこのような事を行うのは好みではなく、得るものがあるからである。朝栄を見て才秀の士を敬い、芝蘭を玩んで徳行の臣を愛し、松竹を睹て貞操の賢を思い、清流に臨んで廉潔の行を貴び、蔓草を覧じて貪穢の吏を賤しみ、飆風に逢って凶狡の徒を憎んでいるのだ。引きてはこれを申し（何かの事柄や考えから他の関連する意味に派生し、さらに発展する事）、触類してはこれを長じ（一つの物事の知識や法律を理解する時、それによって類似する事柄の知識も得られるという事）、諸々の事に遺漏などないのだ」と答えた。
- 張天錫が後を継いでからというもの、連年に渡り地震が発生して山は崩落した。また、泉が出現し、柳が松に化け、泥中に火が生じるなど、怪異な事柄が相次いだという。
- ある時、張天錫の住居である安昌門・平章殿が突如崩壊した。国が滅亡するのはその後まもなくであったという。
- 東晋に渡った後の事、会稽王司馬道子は西土の特産について問うと、張天錫は「桑椹は甘く、鴟鴞の声は変わっており、乳酪は健康を養い、人は嫉む心がありません」と答えた。
- 張天錫は幼い頃、東晋が多才であると聞き、江南の地に行きたいと強く願うようになった。ある時、東晋の司馬著作（名は不明）が彼の下を詣でたが、その言容は卑しく、見るべきところも聞くべきところも無かった。その為、内心では東晋を甚だ侮るようになり、憧れを抱く事も無くなった。その後、東晋の王珣は俊才によって評判となり、張天錫の耳にもその名は届いたが、偽りに過ぎないと思っていた。だが、後に江南に至って王珣と会うと、その風采は清令にして、その言は流れる如く陳説され、古今において知らない事はなかった。また、人物や氏族について諳んじると、誤りは一つも無く、その根拠も示した。これにより、張天錫は驚嘆して感服したという。
- 張駿が即位した時、涼州では『劉新婦簸米、石新婦炊羖、羝蕩滌、簸張児、張児食之口正披』という歌謡が流行った。升平20年（376年）に前秦が襲来した時、姑臧と諸郡にいる童子はみなこれを謡うようになり、また「劉曜・石虎は並んで涼に来伐するも克てず、堅が至ると之に降った」と言い合った。
- ある時、張天錫は夢を見た。その内容は、一匹の緑色の狗が現れ、その姿は甚だ長く、城の東南から侵入して張天錫を喰らわんとした。張天錫は床の上に逃れたが、地に堕ちてしまうというものだった。後に苟萇が姑臧を攻略すると、地は緑一面に染まり、苟萇は錦袍を着て東南門より入城した。みな夢の通りであった。
- ある時、天水郡太守史稷は急死したが、50日後に蘇ると「涼州の謙光殿の中に、白瓜が生い茂るのが見える」と告げた。後に前秦の中書令梁熙らは前涼を滅ぼしたが、梁熙の小字は白瓜だったという。
- 楊樹から松が生まれた。ある者はこれを天の戒めであるとして「松は枝葉が失われる事は無いが、楊は弱くて脆い。これは永久の業がまさに危亡の地に集まっているという事だ」といった。

## 宗室

### 妻妾
- 左夫人焦氏、美人閻氏、美人薛氏

### 子女
- 男子：張大懐、張大豫

## 年号
1. 升平：363年 - 376年（元号は東晋のものを使用した）